# Estatua de Sabino Fernández Campo

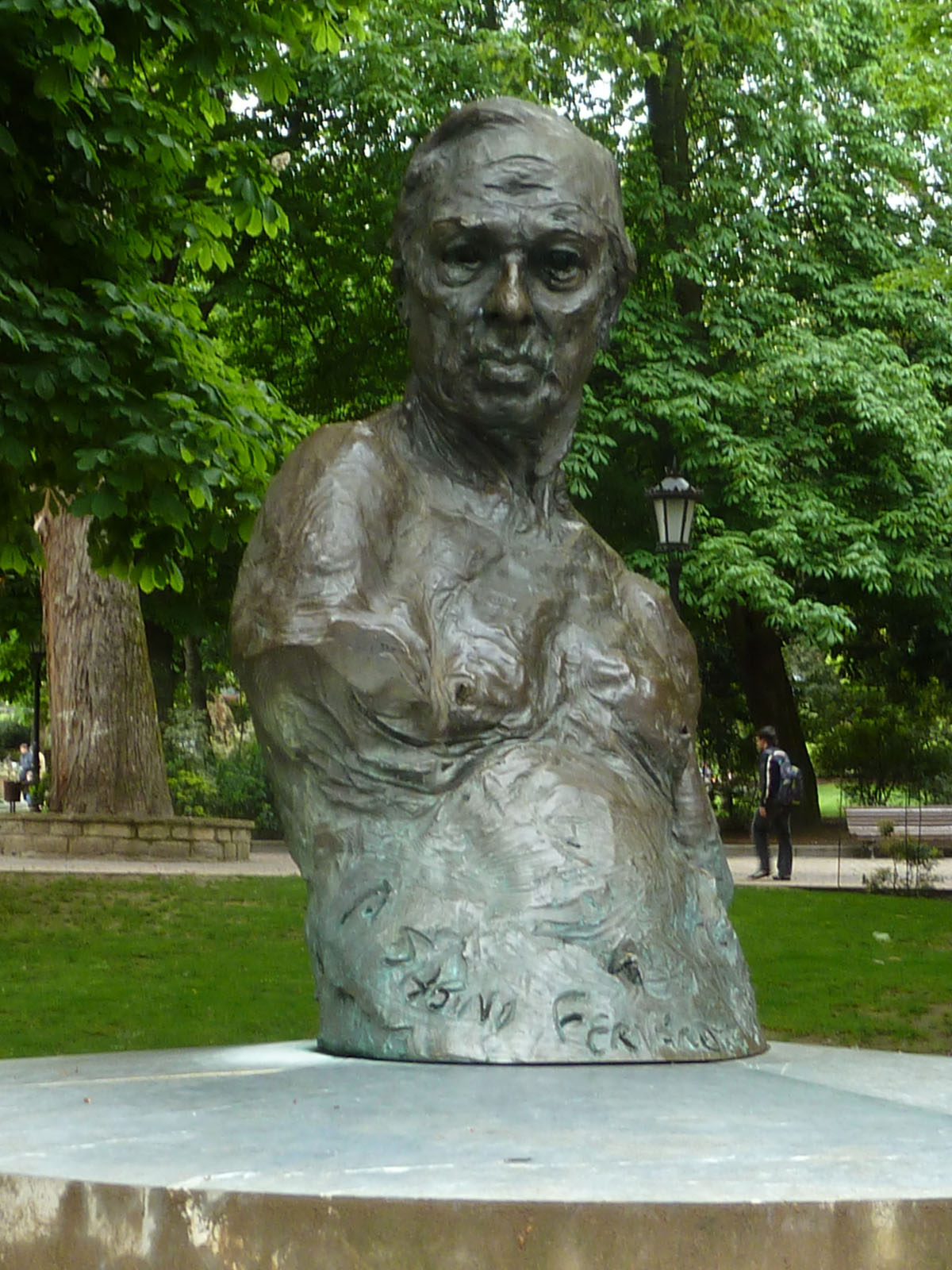
Estatua de Sabino Fernández Campo en el Paseo de los Álamos del Campo de San Francisco (Oviedo)

La estatua de Sabino Fernández Campo (Oviedo, 1918 - Madrid, 2009), ubicada en el paseo de los Álamos del Campo San Francisco, en la ciudad de Oviedo, Principado de Asturias, España, es una de las más de un centenar que adornan las calles de la mencionada ciudad española.
El paisaje urbano de esta ciudad se ve adornado por obras escultóricas, generalmente monumentos conmemorativos dedicados a personajes de especial relevancia en un primer momento, y más puramente artísticas desde finales del siglo XX.
La escultura, hecha en bronce, es obra de Víctor Ochoa, y está datada en 1997. El general Sabino Fernández Campo, conde de Latores, secretario (1977-1990) y jefe (1990-1993) de la Casa del Rey y desde el 8 de enero de 1993 consejero privado vitalicio, por nombramiento del rey Juan Carlos I. Este último cargo le proporcionó una profunda relación con el entonces príncipe de Asturias, Felipe de Borbón, y la comunidad autónoma cuyo título ostenta, siendo uno de los principales impulsores de la creación de la Fundación Príncipe de Asturias.
El busto de bronce, realizado en la Fundición Yunta, fue costeado por donaciones privadas y particulares, y es característico de la obra de Víctor Ochoa, quien pudo contar con el propio Fernández Campo como modelo. Presenta firma: "Ochoa 1997" sobre la propia escultura.